# Villa Ekudden, Djursholm

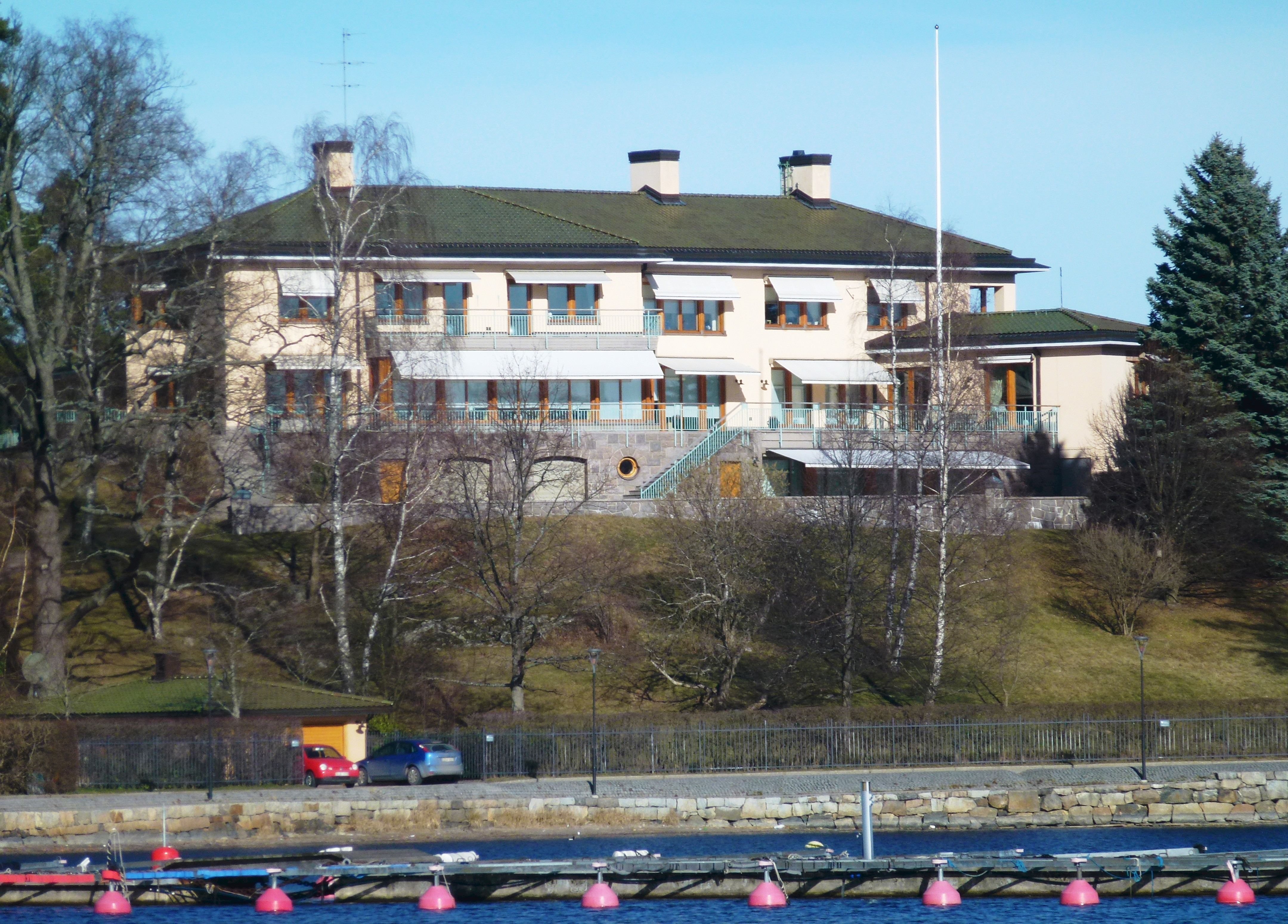
Villa Ekudden, fasad mot syd, mars 2014.

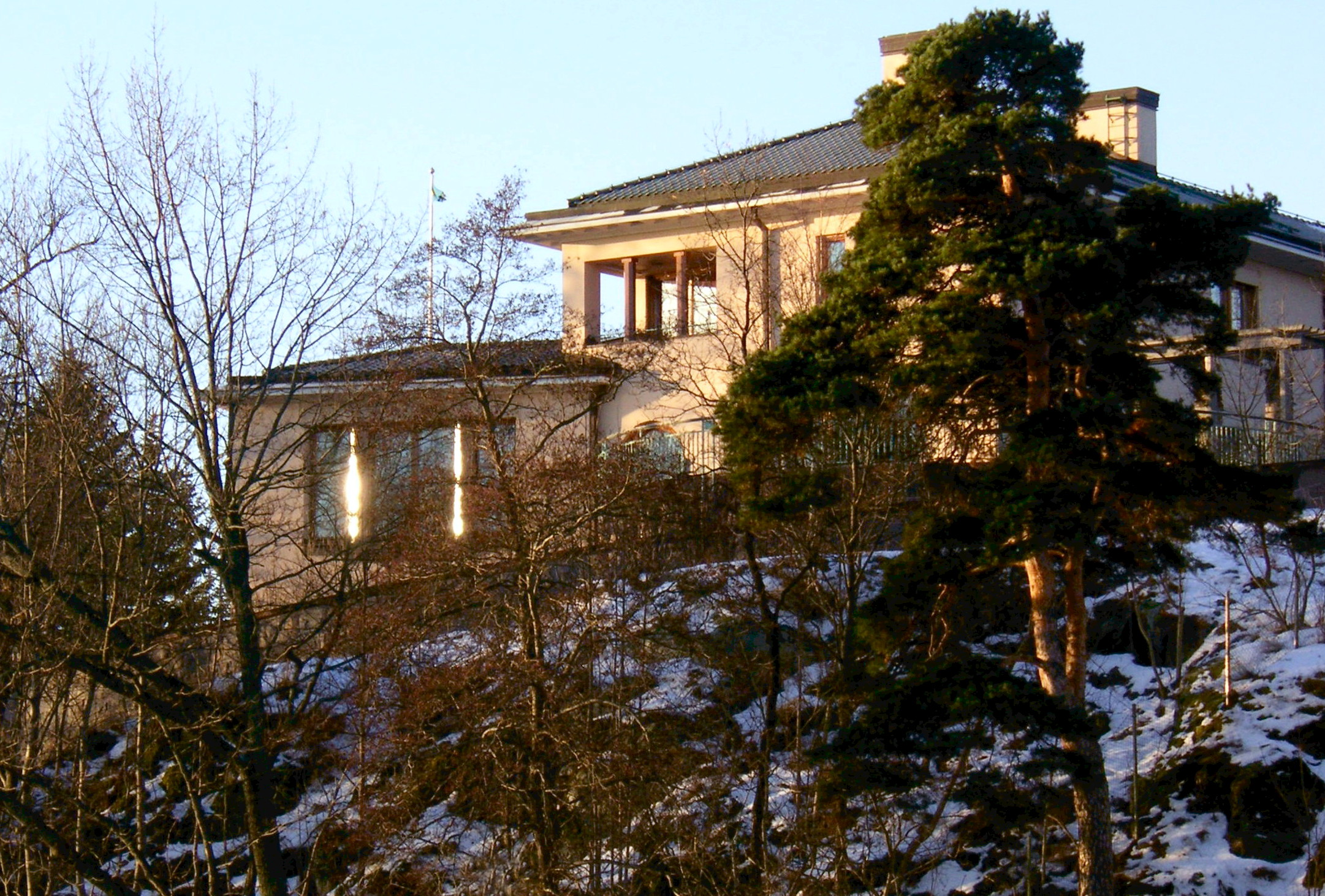
Villa Ekudden, fasad mot ost, 2006.

Villa Ekudden är en exklusiv villafastighet i kvarteret Baldershage vid Strandvägen 13A i Djursholm, Danderyds kommun. Den dåvarande ägaren och finansmannen Per Landgren avyttrade den tidigare fastigheten 1993 till finansmannen Fredrik Lundberg som upprättade en ny arkitektritad fastighet i sin nuvarande form.

## Historik
Villa Ekudden har sitt namn efter halvön Ekudden som ligger nedanför (sydost om) villan. På platsen byggdes den första villan omkring år 1890. Ägare var politikern Sven Palme. Huset förvärvades senare av Carl Heijkenskjöld. Hans änka flyttade 1943 över till ett ombyggd stall. Den stora tomten i kvarteret Baldershage delades och norra delen bebyggdes med en låg villa.  Ursprungsbyggnaden på södra delen revs och ersattes med en ny villa i början av 1960-talet.

## Dagens  Villa Ekudden
I början av 1990-talet förvärvades Baldershagens södra del för 20 miljoner kronor av finansmannen Fredrik Lundberg som då flyttade tillbaka till Sverige efter sju år i Schweiz. Han lät riva det befintliga huset som var nyrenoverat, vilket förorsakade en del kritik.
Gillberg arkitekter fick sedan uppdraget att rita en exklusiv villa åt familjen Lundberg. Byggnaden har en boyta av 1592 m² och lär vara genomritad in i minsta detalj på ett sätt som troligen inte skett sedan Djursholms grundningstid. Produktionskostnaden är en väl bevarad hemlighet, år 2009 var fastighetens taxeringsvärde 28,6 miljoner kronor.